# منوتشهر آتشي
منوتشهر آتشي (بالفارسية:منوچهر آتشی) (25 سبتمبر 1931 - 20 نوفمبر 2005) هو شاعر وكاتب وصحفي إيراني.

## حياته وأشعاره
ولد في مقاطعة دشتستان في بوشهر وذهب منوتشهر آتشي إلى طهران للدراسة في قسم اللغة الإنكليزية في عام 1960م وهو انتشر أشعاره في هناك. أكثر آثاره شعراً ويعتبر امتداد لشعر نيما يوشيج وأشعاره تشتمل على سبع کتب؛ وهو کتب شعر المنثور والموزون.

## موت
توفي منوشهر آتشي في 20 نوفمبر 2005 بسبب سكتة قلبية عن عمر يناهز 74 عامًا في مستشفى سينا في طهران ودفن في بندر بوشهر.

## أعمال منشورة
- جذور الليل
- أغنية أخرى
- أغنية الأرض
- المقابلة في الأسفل
- عند بداية النهاية ووصف الوردة الحمراء